# Шиїтський півмісяць
Шиї́тський півмі́сяць — умовна назва територій на Близькому Сході, де більшість населення складають шиїти або де є значна кількість шиїтської меншини серед населення. Останнім часом так називають території, які знаходяться під великим впливом Ірану, як лідера серед шиїтських держав. До країн «шиїтського півмісяця» відносять Ліван, Сирію, Бахрейн, Ірак, Іран, Азербайджан та Ємен.

## Огляд
Термін впроваджений в 2004 королем Йорданії Абдаллою II у той час, коли Іран втручався в Ірак напередодні парламентських виборів у січні 2005 року. Це було в умовах загрозливого, згодом усвідомленого, бойкоту виборів сунітами в Іраку, що потенційно призвело до уряду, де головують шиїти, і до припущення, що шиїтський Ірак може потрапити під вплив шиїтського Ірану. Пропозиція полягала в тому, що спільна релігія дає хороший потенціал для співпраці між Іраном, Іраком, Сирією (в якій президент алавіт) та політично потужною шиїтською організацією Хезболла в Лівані.
Великі шиїтські меншини існують також в Кувейті, Ємені, Саудівській Аравії, Туреччині, Афганістані, та меншою мірою — в ОАЕ.
Хоча шиїти номінально становлять переважну більшість в Азербайджані, країна є світською державою і кількість віруючих значно менша. Таким чином, Азербайджан взагалі виключається з шиїтського півмісяця та шиїтсько-сунітського суперництва на Близькому Сході.
Вбитого у 2020 році генерала Сулеймані називали «архітектором шиїтської осі». Він займався поширенням впливу Ірану на Ірак та Сирію.